# Strobilanthes aurita
Strobilanthes aurita är en akantusväxtart som beskrevs av John Richard Ironside Wood. Strobilanthes aurita ingår i släktet Strobilanthes och familjen akantusväxter. Inga underarter finns listade i Catalogue of Life.